# دختران بد (فیلم ۱۹۹۴)
دختران بد (به انگلیسی: Bad Girls) فیلمی محصول سال ۱۹۹۴ و به کارگردانی جاناتان کاپلان است. در این فیلم بازیگرانی همچون مادلین استو، مری استوارت مسترسون، درو بریمور، اندی مک‌داول، جیمز روسو، جیمز لوگرو، رابرت لوجا، درموت مالرونی، جیم بیور، نیک چینلاند و کوپر هاکبی ایفای نقش کرده‌اند.